# Aude Clavier
Aude Clavier (* 10. Januar 1999 in Marseille) ist eine französische Leichtathletin, die sich auf den Hindernislauf spezialisiert hat.

## Sportliche Laufbahn
Erste internationale Erfahrungen sammelte Aude Clavier im Jahr 2021, als sie bei den U23-Europameisterschaften in Tallinn in 9:58,58 min die Bronzemedaille über 3000 m Hindernis hinter ihrer Landsfrau Flavie Renouard und Kinga Królik aus Polen gewann. Im Dezember gelangte sie bei den Crosslauf-Europameisterschaften in Dublin nach 21:29 min auf den 13. Platz im U23-Rennen und sicherte sich in der Teamwertung die Silbermedaille hinter dem italienischen Team. 2024 erreichte sie bei den Europameisterschaften in Rom das Finale im Hindernislauf und klassierte sich dort mit 9:46,70 min auf dem 15. Platz. Im Jahr darauf wurde sie bei den erstmals ausgetragenen Straßenlauf-Europameisterschaften 2025 in Löwen in 32:34 min 19. im 10-km-Straßenlauf und sicherte sich in der Teamwertung die Bronzemedaille hinter den Teams aus Italien und Deutschland.

## Persönliche Bestleistungen
- 1500 Meter: 4:16,65 min, 3. Februar 2023 in Miramas
- 5-km-Straßenlauf: 15:51 min, 17. März 2024 in Lille
- 10-km-Straßenlauf: 32:34 min, 13. April 2025 in Löwen
- 3000 Meter Hindernis: 9:32,75 min, 20. April 2024 in Xiamen